# Avaya
Avaya — американська компанія, яка постачає комунікаційні рішення, що дозволяють операторам зв'язку, сервісу-провайдерам і корпоративним користувачам підтримувати послуги, пов'язані з передачею голосу, даних і відео, для своїх замовників і співробітників.

## Продукти
- Уніфіковані комунікації
  - Avaya Aura AS-5300
  - Avaya Aura Application Enablement Services
  - Avaya Aura Communication Manager
  - Avaya Aura Communication Manager Branch
  - Avaya Aura Communication Manager Messaging
  - Avaya Aura Media Services
  - Avaya Aura Presence Services
  - Avaya Aura Session Manager
  - Avaya Aura System Platform
  - Avaya Aura SIP Enablement Services
  - Avaya Aura System Manager
  - Avaya Integrated Management
  - Avaya Communication Server 1000
- Дані продукти Avaya ERS-8600

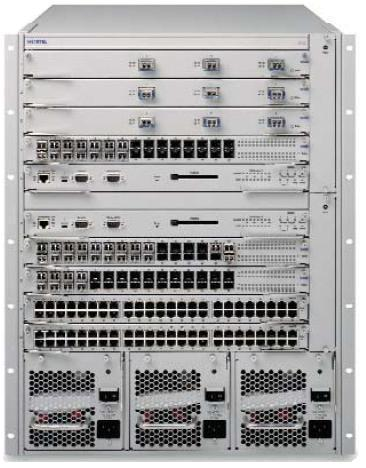
Avaya ERS-8600

  - Virtual Services Platform 9000 (VSP-9000)
  - Ethernet Routing Switch (ERS-8800)
  - Ethernet Routing Switch (ERS-8800)
  - Ethernet Routing Switch (ERS-8300)
  - Ethernet Routing Switch (ERS-5600)
  - Ethernet Routing Switch (ERS-5500)
  - Ethernet Routing Switch (ERS-4500)
  - Ethernet Routing Switch (ERS-2500)
  - Secure Router 4134/2330
  - WLAN 8100
  - VPN Gateway
  - Identity Engines